# Quel Bordel
Quel Bordel är ett studioalbum utgivet av Christian Falk 1999. Det utsågs till årets album på Grammisgalan och rankades av Sonic Magazine i juni 2013 som det 48:e bästa svenska albumet någonsin.

## Låtlista
1. Remember (featuring Robyn)
2. Leave Me (featuring Yavahn)
3. Calling You (featuring Jevetta Steele)
4. Moody (featuring Neneh Cherry)
5. Make It Right (featuring Demetreus)
6. Inside Your Love (featuring Stephen Simmonds)
7. Twisted In The Wind (featuring Demetreus)
8. Daylight (featuring  Cindy)
9. Celebration (featuring Titiyo)
10. Quel Bordel

### Fotnoter
1. ↑  Sonic #69, sommaren 2013